# Gustavia serrata
Espèce
Statut de conservation UICN

 EN (needs udapting) A4c : En danger
Gustavia serrata est une espèce de plantes à fleurs du genre Gustavia de la famille des Lecythidaceae, endémique de l'Équateur.